# Kruševo, Kroatien
Kruševo är en ort i Kroatien.   Den ligger i länet Zadars län, i den södra delen av landet, 180 km söder om huvudstaden Zagreb. Kruševo ligger 227 meter över havet och antalet invånare är 1 083.
Terrängen runt Kruševo är varierad, och sluttar västerut. Runt Kruševo är det glesbefolkat, med 10 invånare per kvadratkilometer. Närmaste större samhälle är Benkovac, 16,8 km söder om Kruševo. Trakten runt Kruševo består till största delen av jordbruksmark.